# Selenopeltis
Selenopeltis is een geslacht van uitgestorven trilobieten, dat leefde van het Vroeg- tot Midden-Ordovicium.

## Beschrijving
Deze 3,5 cm lange trilobiet had een breed exoskelet met een vrij lange thorax. Het kop- en staartgedeelte was verhoudingsgewijs kort. De brede en betrekkelijk bolle glabella toonde een gecompliceerd patroon van gezichtsnaden. Het dier had zeer lange genale stekels en van elk thoraxsegment eindigden de pleurae in een achterwaarts gekromde lange stekel. Ook het staartschild was bezet met twee van zulke stekels. Dit vrijlevende geslacht leefde in de oceanen.